# گوردون (کانزاس)
گوردون (به انگلیسی: Gordon) یک منطقهٔ مسکونی در ایالات متحده آمریکا است که در شهرستان باتلر، کانزاس واقع شده‌است. گوردون ۳۷۰٫۹۵ متر بالاتر از سطح دریا واقع شده‌است.